# Jakowliwka (rejon łozowski)
Jakowliwka (ukr. Яковлівка) – wieś na Ukrainie, w obwodzie charkowskim, w rejonie łozowskim, w hromadzie Łozowa. W 2001 liczyła 696 mieszkańców, spośród których 644 wskazało jako ojczysty język ukraiński, 50 rosyjski, a 2 białoruski.